# Acord religiós elisabetià
L‘Acord religiós elisabetià (Elizabethan Religious Settlement en anglès) va ser la resposta d'Elisabet I a les divisions religioses creades sota els regnats d'Enric VIII, Eduard VI i Maria I. Aquesta resposta, descrita com «La revolució de 1559», va ser establerta en dos actes del Parlament d'Anglaterra: l‘Acte de Supremacia de 1559 va restablir la independència de l'Església d'Anglaterra de Roma, amb el parlament conferint a l'Elizabet el títol de Governadora suprema de l'Església d'Anglaterra, mentre que l'Acte d'Uniformitat de 1559 va perfilar la forma que l'església anglesa va prendre, incloent-hi establir el Llibre d'oració comú.